# 巴格達特·穆辛
巴格達特·巴特爾別科維奇·穆辛（羅馬化：Bağdat Batyrbekūly Musin；1983年3月3日—），是一位哈薩克斯坦政治人物。他曾經在2014年8月至2017年1月出任哈薩克郵政董事長，並自2020年9月2日起擔任數位發展、創新和航空航天工業部部長。

## 早年生活和教育
穆辛於1983年3月3日在蘇聯哈薩克蘇維埃社會主義共和國（現哈薩克斯坦）巴甫洛達爾州埃基巴斯圖茲出生，大學時期於蘇萊曼·德米雷爾大學修讀電腦硬件和軟件系並在2004年順利畢業，接著於兩年後取得哈薩克法律與國際關係學院（Казахский институт правоведения и международных отношений）法學學位。另一方面，他還會說哈薩克語、俄語、英語和土耳其語。

## 仕途
穆辛大學畢業後在2004年9月就任國家信息技術股份有限公司先後擔任軟件工程師、檢測中心主任以及協助政府機構建立資訊科技處的部門副主任等職務，並同時於阿馬納特保險（AMANAT-Insurance）股份有限公司從事資訊科技顧問一職，三年後辭去上述工作並進入中央政府出任司法部資訊科技顧問與轄下資訊科技處主任，接著在2010年4月轉往通訊和信息化部以及後來的運輸和通訊部擔任轄下國家資訊科技政策處副主任。2011年4月，他獲任命為公共服務自動化管理委員會副主席並於約一年後晉升為主席，其後又在2014年4月至8月期間短暫回到國家信息技術股份有限公司出任董事長。
2014年8月，穆辛獲任命為哈薩克郵政董事長。他在任期間開始了整個公司的現代化發展，其改革措施包括推出一個能夠自動發放退休金與補助金的系統、啟用全球性郵遞物件追蹤系統和包裹終端網絡，以及開設全國第一所包裹超級市場。後來他於2017年1月卸下哈薩克郵政董事長一職，轉往總檢察院擔任法律統計和特別核算委員會主席。2018年5月，穆辛離開政府出任 BI 建築控股集團副董事長以及聯合企業基金會主席，一年後成為一位資訊科技企業家並是「ReKassa」、「Tastamat」與若干間資訊科技初創公司的共同創立者，其後更在2020年3月重回政界擔任哈薩克斯坦總統數位化和創新技術顧問。
2020年7月20日，哈薩克斯坦第二任總統卡西姆若馬爾特·托卡耶夫發佈政令，免去原數位發展、創新和航空工業部部長阿斯哈爾·朱馬哈利耶夫職務以及穆辛的總統數位化和創新技術顧問職務，同日哈薩克斯坦政府決議任命穆辛出任數位發展、創新和航空航太工業部第一副部長並代理部長一職。後來托卡耶夫總統於同年9月2日簽署第396號總統令，正式任命穆辛為數位發展、創新和航空工業部部長。

## 榮譽
穆辛曾經榮獲傑出勞動獎章、哈薩克斯坦共和國獨立20週年紀念獎章（Қазақстан Республикасының тәуелсіздігіне 20 жыл）以及哈薩克斯坦共和國總檢察院法律統計和特別核算委員會成立20週年紀念獎章（ҚР БП ҚСАЕАК органдарына 20 жыл）。